# Lola LC89
La Lola LC89 è una monoposto di Formula 1, costruita dalla scuderia Lola per partecipare al Campionato mondiale di Formula 1 1989. 
Progettata da Eric Broadley, è alimentata dal motore Lamborghini LE3512 V12 da 3,5 litri progettato da Mauro Forghieri. La vettura fu guidata dai piloti Philippe Alliot, Éric Bernard, Aguri Suzuki e Michele Alboreto.
La vettura ha fatto il suo debutto nel 1989 al Gran Premio di San Marino.
Il telaio fu aggiornato nella versione LC89B per le prime due gare del 1990; fu stata successivamente sostituita dalla Lola LC90 al Gran Premio di San Marino 1990.